# Eparchia di Uržum

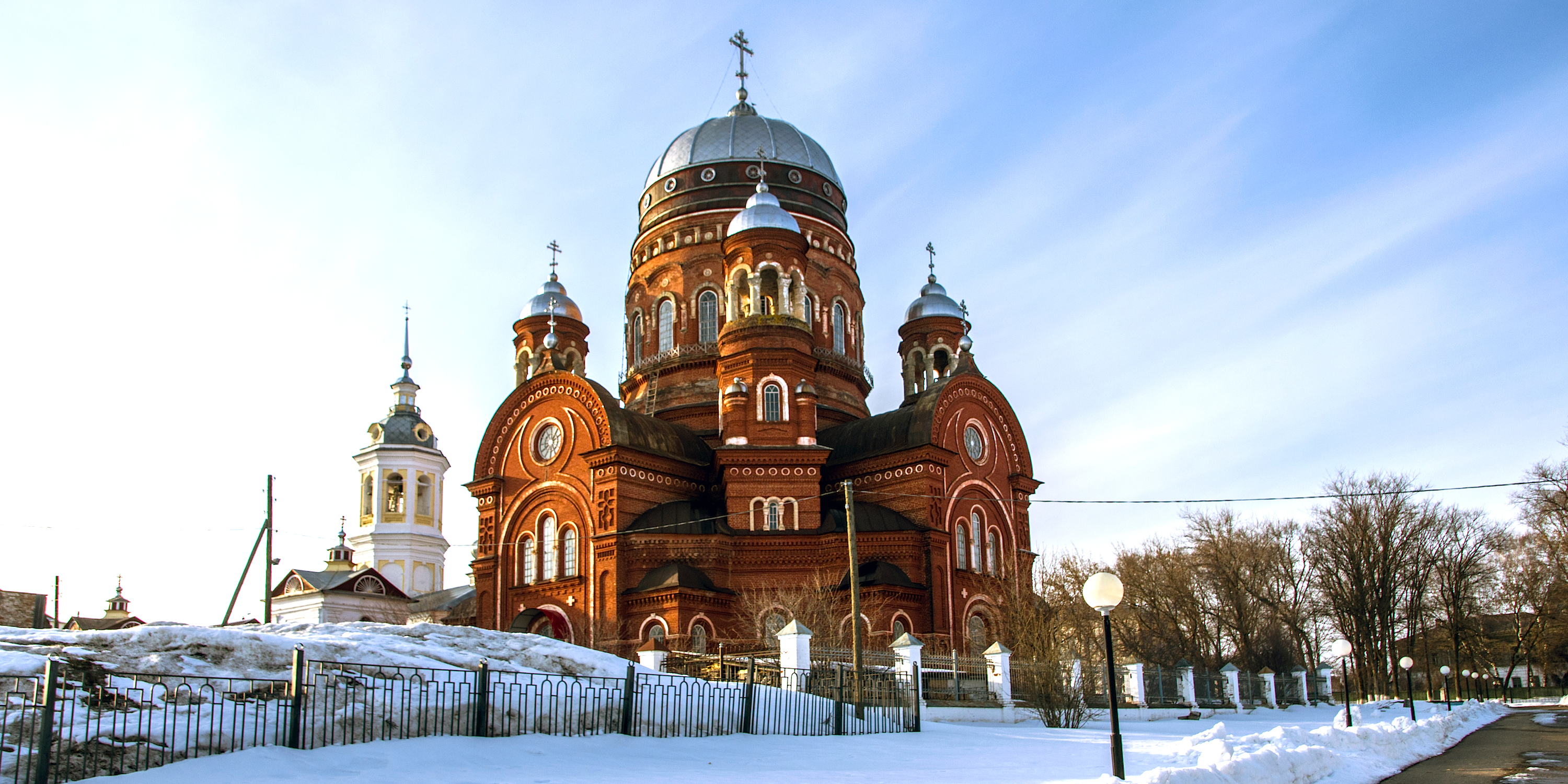
La cattedrale della Santissima Trinità di Uržum.

L'eparchia di Uržum (in russo Уржумская епархия?) è una diocesi della Chiesa ortodossa russa, appartenente alla metropolia di Vjatka.

## Territorio
L'eparchia comprende i rajon Afanas'evskij, Belocholunickij, Bogorodskij, Verchnekamskij, Vjatskopoljanskij, Zuevskij, Kil'mez'skij, Lebjažskij, Malmyžskij, Nagorskij, Nemskij, Nolinskij, Omutninskij, Sunskij, Uninskij, Uržumskij e Falënskij nella oblast' di Kirov nel circondario federale del Volga.
Sede eparchiale è la città di Uržum, dove si trova la cattedrale della Santissima Trinità.
L'eparca ha il titolo ufficiale di «eparca di Uržum e Omutninsk».

## Storia
L'eparchia è stata eretta dal Santo Sinodo della Chiesa ortodossa russa il 4 ottobre 2012, ricavandone il territorio dall'eparchia di Vjatka.